# Comuna Hannivka, Nosivka
Hannivka (în ucraineană Ганнівка) este o comună în raionul Nosivka, regiunea Cernihiv, Ucraina, formată din satele Bekarșciîna, Hannivka (reședința), Karla Marksa, Klenove și Stepove.

## Demografie
Componența lingvistică a comunei Hannivka
     Ucraineană (98,52%)
     Rusă (1,27%)
     Alte limbi (0,21%)
Conform recensământului din 2001, majoritatea populației comunei Hannivka era vorbitoare de ucraineană (98,52%), existând în minoritate și vorbitori de rusă (1,27%).